# Helena Modjeska (monografia)

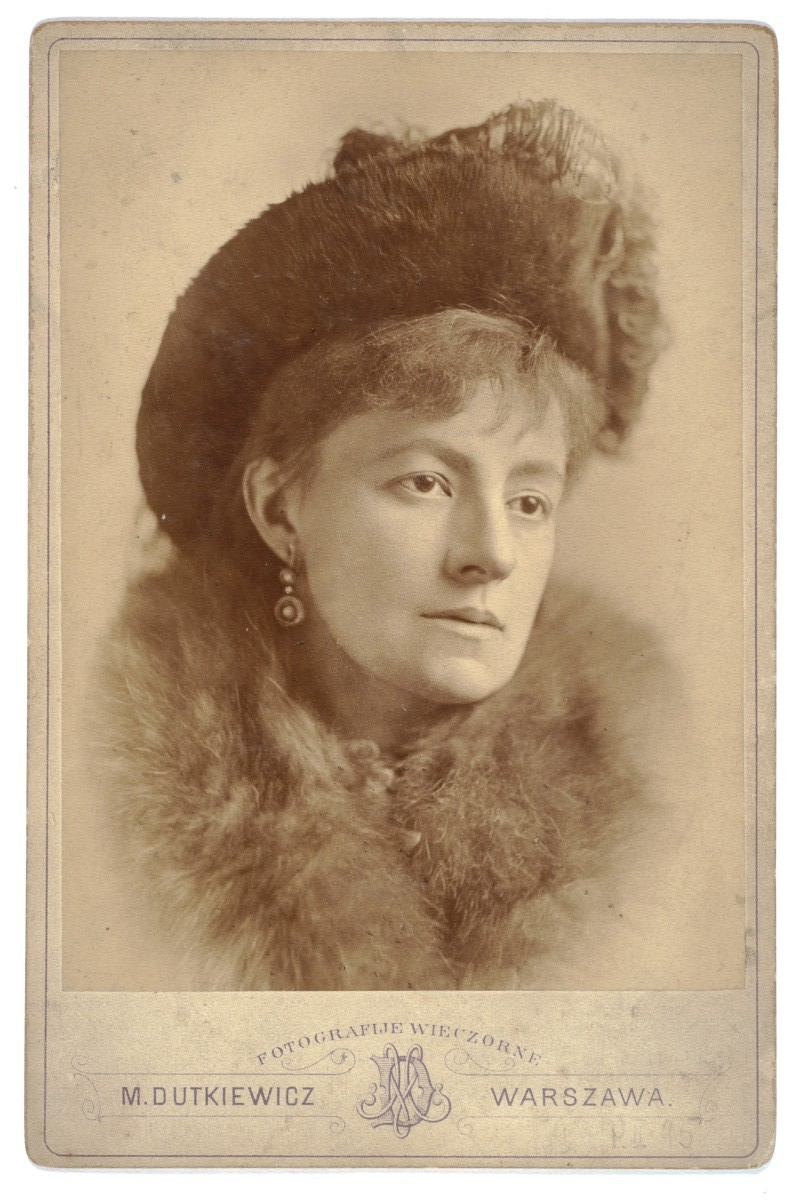
Melecjusz Dutkiewicz, Portret Heleny Modrzejewskiej

Helena Modjeska – monografia autorstwa amerykańskiego pisarza (znanego głównie jako twórca powieści detektywistycznych) Jamesona Torra Altemusa (ok. 1860-1906), poświęcona polskiej aktorce Helenie Modrzejewskiej, opublikowana w Nowym Jorku w 1883 nakładem oficyny J.S. Ogilvie and Company. W charakterze motta został wykorzystany sonet Richarda Watsona Gildera Modjeska (There are four sisters known to mortals well) dedykowany artystce.